# Moitessierie corse
Espèce
Synonymes
- Moitessieria corsica R. Bernasconi, 1994[1]
- Spiralix corsica (R. Bernasconi, 1994)[1]

Statut de conservation UICN

 CR B1ab(iii,v) : 
En danger critique
La Moitessierie corse (Corseria corsica) est une espèce de mollusques de la famille des Moitessieriidae, endémique de l'île de Corse en France et probablement éteinte.

## Systématique
L'espèce Corseria corsica a été initialement décrite en 1994 par le malacologiste français Reno Bernasconi (d) sous le protonyme de Moitessieria corsica.

## Description
Corseria corsica est un mollusque cryptique car il vit dans les eaux souterraines. Le seul site de répartition identifié se situe dans le nord de la Corse.

## Menaces
En 2009, la Moitessierie corse passe de la catégorie d'espèce vulnérable à la catégorie d'espèce en danger critique d'extinction par l'UICN en raison de son aire de répartition restreinte. Malgré plusieurs prospections récentes, cette espèce n'a pas été retrouvée mais elle n'est pas considérée comme espèce éteinte par mesure de précaution. Elle est également menacée par la pollution de l'eau d'origine domestique telles que les eaux usées ou par la pollution agricole due aux pesticides et herbicides. Les chutes de niveaux d'eaux dans l'aquifère dégradant l'habitat peut être également une autre menace.

## Publication originale
- Reno Bernasconi, « Le genre Moitessieria Bgt, 1863 en France : Révision, inventaire et description de M. corsica n. sp. (Mollusca Gasteropoda Prosobranchia Hydrobiidae) », Mémoires de Biospéologie, France, vol. 21,‎ 1994, p. 7-20 (ISSN 0184-0266).